# Jacques-Charles Dupont de l'Eure
Jacques-Charles Dupont de l'Eure (Le Neubourg, 27 febbraio 1767 – Rouge-Perriers, 3 marzo 1855) è stato un politico francese, primo Ministro della Francia dal 24 febbraio al 9 maggio 1848.

## Biografia
Intrapresa la carriera forense e divenuto magistrato, aderì alla Rivoluzione francese e divenne membro, nel 1795, del Consiglio dei Cinquecento; eletto deputato dell'Assemblea legislativa nel 1813, successivamente alla Camera nel 1814, durante i Cento giorni Dupont divenne membro della Camera dei Rappresentanti. 
Dopo la caduta di Napoleone e la Restaurazione, fu espulso dalla magistratura per le sue idee repubblicane. Dopo la Rivoluzione di luglio del 1830, che vide la cacciata dal trono francese di Carlo X e l'ascesa della monarchia liberale di Luigi Filippo, l'ex - magistrato divenne ministro della Giustizia nel governo del Duca di Broglie, ma si dimise subito dissentendo dalla politica conservatrice dell'esecutivo. 
Poi, caduta anche la monarchia di Luigi Filippo e la proclamazione della Seconda Repubblica, il 24 febbraio 1848 Dupont divenne Primo ministro del governo provvisorio, che varò alcune importanti riforme: l'abolizione della schiavitù nelle colonie francesi, la riduzione della giornata lavorativa ad otto ore, l'abolizione della pena di morte e la creazione degli ateliers nationaux (opifici nazionali), ovvero fabbriche gestite direttamente dagli operai. 
Inoltre fissò per il 23 aprile le elezioni per l'Assemblea costituente, le quali videro la vittoria dei moderati. L'Assemblea si insediò il 4 maggio, mentre 5 giorni dopo Dupont diede le dimissioni, lasciando il posto a François Arago. Tuttavia, dopo il colpo di Stato di Napoleone III e la proclamazione del Secondo Impero, si ritirò a vita privata, morendo il 3 marzo 1855.
Fu membro della Massoneria.